# Justin y la espada del valor
Justin y la espada del valor és una pel·lícula d'animació espanyola del 2013 dirigida per Manuel Sicilia, coautor també del guió amb Matthew Jacobs, i produïda per Antonio Banderas. Tenia un pressupost de 22 milions d'euros.

## Sinopsi
Ambientada en un màgic món medieval fàcilment traslladable a l'actual, Justin és un noi que viu en un regne governat per buròcrates on els cavallers han estat bandejats. El seu major somni és arribar a ser un dels “Cavallers del Valor” com ho va ser el seu avi. Però el seu pare Reginald, conseller de la Reina, vol que el seu fill segueixi els seus passos i es converteixi en advocat.
Després d'una inspiradora visita a la seva àvia i d'acomiadar-se de Lara, el seu amor plantònic, Justin escapa seguint el seu somni. Pel camí coneix a la maca i lluitadora Talía, a Melquíades, un excèntric mag amb trastorns de personalitat, i el ben plantat i barrut Sir Antoine i és entrenat per tres savis monjos, Blucher, Legantir i Braulio que l'instruiran en els ensenyaments dels vells cavallers i el posaran a prova.
Malgrat no ser el millor candidat per a ser cavaller, Justin haurà de provar-se a si mateix quan el malvat Sir Heraclio i els seus acòlits, liderats per Sota, tornin amenaçant amb destruir el Regne.

## Nominacions i premis
Fou nominada al Goya a la millor pel·lícula d'animació. En canvi, sí va guanyar el premi a la millor pel·lícula d'animació a les Medalles del Cercle d'Escriptors Cinematogràfics de 2013 i als Premis Cinematogràfics José María Forqué.

## Producció
A Espanya la van veure 347.869 espectadors i va fer una taquilla d'una mica més de 2 milions d'euros, al Regne Unit va recaptar 5 milions d'euros i a Corea del Sud un milió d'euros en només una setmana. També es va exportar a la Xina.

## Crítiques
| «                              | "Un saludable i jovial espectacle tècnic immaculat que gaudiran més els nens que els adults. (...) li hauria vingut bé un parell de revisions de guió extra. (...) Puntuació: ★★★ (sobre 5)" | » |
| — Fausto Fernández: Fotogramas | |   |

| «                                | "L'animació espanyola ofereix una història clàssica, que en realitat no és tan divertida ni llegendària. Puntuació ★★½ (sobre 5)" | » |
| — Jessica Oliva: Cinema Premiere | |   |

| «                                         | "Sobresurt en la seva tècnica, paisatges, vestuari i gesticulacions dels personatges, els qui no tenen cap objecció. Els bemolls del film consisteixen en el guió." | » |
| — Adrián Ruiz Villanueva: Diari Excélsior | |   |